# سوفتسكايا غافان
سوفتسكايا غافان (بالروسية: Советская Гавань) هي إحدى مدن روسيا في الكيان الفدرالي الروسي خاباروفسك كراي.

## المناخ
يظهر الجدول التالي التغييرات المناخية على مدار السنة لسوفتسكايا غافان:
| البيانات المناخية لـسوفتسكايا غافان | البيانات المناخية لـسوفتسكايا غافان | البيانات المناخية لـسوفتسكايا غافان | البيانات المناخية لـسوفتسكايا غافان | البيانات المناخية لـسوفتسكايا غافان | البيانات المناخية لـسوفتسكايا غافان | البيانات المناخية لـسوفتسكايا غافان | البيانات المناخية لـسوفتسكايا غافان | البيانات المناخية لـسوفتسكايا غافان | البيانات المناخية لـسوفتسكايا غافان | البيانات المناخية لـسوفتسكايا غافان | البيانات المناخية لـسوفتسكايا غافان | البيانات المناخية لـسوفتسكايا غافان | البيانات المناخية لـسوفتسكايا غافان |
| الشهر                               | يناير                               | فبراير                              | مارس                                | أبريل                               | مايو                                | يونيو                               | يوليو                               | أغسطس                               | سبتمبر                              | أكتوبر                              | نوفمبر                              | ديسمبر                              | المعدل السنوي                       |
| ----------------------------------- | ----------------------------------- | ----------------------------------- | ----------------------------------- | ----------------------------------- | ----------------------------------- | ----------------------------------- | ----------------------------------- | ----------------------------------- | ----------------------------------- | ----------------------------------- | ----------------------------------- | ----------------------------------- | ----------------------------------- |
| الدرجة القصوى °م (°ف)               | 2.6 (36.7)                          | 12.2 (54.0)                         | 18.9 (66.0)                         | 25.1 (77.2)                         | 31.8 (89.2)                         | 35.1 (95.2)                         | 34.2 (93.6)                         | 35.8 (96.4)                         | 30.2 (86.4)                         | 26.8 (80.2)                         | 16.5 (61.7)                         | 9.4 (48.9)                          | 35.8 (96.4)                         |
| متوسط درجة الحرارة الكبرى °م (°ف)   | −11.4 (11.5)                        | −8.3 (17.1)                         | −1.8 (28.8)                         | 5.6 (42.1)                          | 11.6 (52.9)                         | 16.8 (62.2)                         | 20.5 (68.9)                         | 21.9 (71.4)                         | 18.2 (64.8)                         | 10.9 (51.6)                         | 0.0 (32.0)                          | −8.7 (16.3)                         | 6.3 (43.3)                          |
| المتوسط اليومي °م (°ف)              | −16.8 (1.8)                         | −14.2 (6.4)                         | −7.4 (18.7)                         | 1.1 (34.0)                          | 6.6 (43.9)                          | 11.5 (52.7)                         | 15.6 (60.1)                         | 17.4 (63.3)                         | 13.3 (55.9)                         | 6.0 (42.8)                          | −4.7 (23.5)                         | −13.5 (7.7)                         | 1.3 (34.3)                          |
| متوسط درجة الحرارة الصغرى °م (°ف)   | −22.2 (−8.0)                        | −20.1 (−4.2)                        | −12.9 (8.8)                         | −3.5 (25.7)                         | 1.5 (34.7)                          | 6.2 (43.2)                          | 10.7 (51.3)                         | 12.9 (55.2)                         | 8.4 (47.1)                          | 1.0 (33.8)                          | −9.3 (15.3)                         | −18.3 (−0.9)                        | −3.8 (25.2)                         |
| أدنى درجة حرارة °م (°ف)             | −40.0 (−40.0)                       | −38.6 (−37.5)                       | −30.3 (−22.5)                       | −26.4 (−15.5)                       | −9.5 (14.9)                         | −3.0 (26.6)                         | 2.4 (36.3)                          | 4.0 (39.2)                          | −1.7 (28.9)                         | −14.7 (5.5)                         | −31.3 (−24.3)                       | −38.4 (−37.1)                       | −40.0 (−40.0)                       |
| الهطول مم (إنش)                     | 19.9 (0.78)                         | 20.7 (0.81)                         | 42.9 (1.69)                         | 47.5 (1.87)                         | 73.9 (2.91)                         | 70.1 (2.76)                         | 82.1 (3.23)                         | 109.6 (4.31)                        | 117.2 (4.61)                        | 87.7 (3.45)                         | 43.4 (1.71)                         | 32.7 (1.29)                         | 747.7 (29.42)                       |
| متوسط أيام هطول الأمطار             | 6.8                                 | 7.0                                 | 9.6                                 | 10.3                                | 13.2                                | 12.9                                | 13.4                                | 14.7                                | 13.1                                | 9.2                                 | 6.1                                 | 6.6                                 | 122.9                               |
| المصدر:                             |                                     |                                     |                                     |                                     |                                     |                                     |                                     |                                     |                                     |                                     |                                     |                                     |                                     |

## توأمة
لسوفتسكايا غافان اتفاقيات توأمة مع:
- إيفرت

## أعلام
- إيلينا نوفيكوفا بيلوفا